# Conopomorpha antimacha
Conopomorpha antimacha là một loài bướm đêm thuộc họ Gracillariidae. Nó được tìm thấy ở Tây Úc.